# Райан, Дик
Дик (Дикки) Райан (англ. Dick "Dicky" Ryan, родился 31 мая 1967 в Омаха, США) — американский боксёр-профессионал, выступавший в супертяжёлой весовой категории.

## Профессиональная карьера
Известный американский боксёр, основную известность обрёл после сенсационной победы над непобеждённым датчанином Брианом Нильсеном (49-0).
Также известен боями с Джеймсом «Бастером» Дугласом, Виталием Кличко, Тимо Хоффманом, Николаем Валуевым, Шэнноном Бриггсом и Хасомом Рахманом. Во всех этих поединках Райан проигрывал.